# Leiophron fuscipennis
Leiophron fuscipennis är en stekelart som beskrevs av Loan 1974. Leiophron fuscipennis ingår i släktet Leiophron och familjen bracksteklar. Inga underarter finns listade i Catalogue of Life.